# Droga lícita

Em alguns locais do mundo, as bebidas alcoólicas e o cigarro são drogas lícitas.

Droga lícita é uma droga cuja produção e uso são permitidos por lei da região onde são consumidas, sendo regulamentadas sua comercialização e consumo.
Na maioria dos países, o consumo de drogas é regulamentado por órgãos oficiais que determinam quais substâncias podem ser consumidas ou comercializadas, podendo condicionar ou limitar seu uso conforme necessidades estabelecidas por políticas públicas, sendo seu uso geralmente atribuído a fins medicinais.  No entanto, em muitos países do mundo, as bebidas alcoólicas e o cigarro, por exemplo, também são drogas lícitas apesar de seu consumo normalmente não ter fins medicinais.
As drogas lícitas [carece de fontes?] mais comuns são: álcool, tabaco, benzodiazepínicos (remédios utilizados para reduzir a ansiedade ou induzir o sono); xaropes (remédios para controlar a tosse e que podem ter substâncias como a codeína, um derivado do ópio); descongestionantes nasais (remédios usados para desobstruir o nariz) os anorexígenos (utilizados para reduzir o apetite e controlar o peso); anabolizantes( usados para aumentar a massa muscular).
O termo droga possui uma aplicação bastante específica. Segundo a definição literal, vê-se que droga é uma substância de uso médico ou terapêutico, ou ainda, aquilo que tem efeito entorpecente, alucinógeno ou excitante, cujo uso pode levar a dependência.
As substâncias que recebem esta denominação, classificam-se em lícitas, de aplicação estritamente médica e terapêutica recomendada e controlada por profissional médico devidamente inscrito e habilitado no órgão competente da classe, e ilícitas, que são aquelas danosas à saúde ou ofensivas à moral sendo, portanto, proibidas por lei. Contudo existem as drogas lícitas de uso recreativo como as bebidas alcoólicas, tão prejudiciais à saúde quanto às drogas ilícitas. Além de causar danos à saúde, as drogas possuem influência no desempenho escolar, causando uma queda nas notas e até mesmo um aumento na evasão dos alunos.